# شوننبورگ
شوننبورگ (به فرانسوی: Schœnenbourg) یک کمون در فرانسه است که در Canton of Soultz-sous-Forêts واقع شده‌است.

## خصوصیات
شوننبورگ ۵٫۴۷ کیلومترمربع مساحت و ۶۸۵ نفر جمعیت دارد.